# Monte Price (Columbia Británica)
El monte Price (en inglés: Mount Price) es un pequeño estratovolcán en la cordillera Garibaldi de las montañas del Pacífico en el suroeste de la Columbia Británica, Canadá. Está situado a 10 km al sudeste del asentamiento abandonado de Garibaldi sobre la ladera oriental del valle del río Cheakamus. Con una altitud de la cumbre de 2052 m y una prominencia topográfica de 402 m, se eleva sobre el paisaje circundante en la orilla occidental del lago Garibaldi. Un gran parque provincial rodea el monte Price y otros volcanes de sus alrededores.
Sus laderas septentrional y occidental están superpuestas por edificios volcánicos más pequeños, incluyendo el pico Clinker, que fue la fuente de dos grandes flujos de lava hace 15 000−12 000 años que se estancó contra el hielo glacial. Estos volcanes se formaron por erupciones volcánicas de respiraderos secundarios en vez de por separado. Como resultado, el pico Clinker y otros volcanes de las laderas se consideran como parte del monte Price. 
La montaña está asociada con un pequeño grupo de volcanes relacionados llamado el campo volcánico del Lago Garibaldi. Este forma parte del aún mayor cinturón volcánico Garibaldi, una zona volcánica con dirección norte-sur que representa una porción del arco de la Cascada Canadiense. El monte Price comenzó su formación hace 1,2 millones de años y la actividad continuó de manera intermitente hasta hace unos 12 000 años. Aunque la montaña no ha entrado en erupción desde los inicios del Holoceno, podría volver a entrar en erupción, lo que podría suponer un peligro para la población cercana. Si esto sucediera, la ayuda se organizaría rápidamente. Equipos como el Plan Interinstitucional de Notificación de Eventos Volcánicos (IVENP) están preparados para notificar a las personas amenazadas por erupciones volcánicas en el Canadá. 

## Geología
El monte Price es uno de los tres principales volcanes en el segmento sur del Cinturón Volcánico Garibaldi. A diferencia de la mayoría de los estratovolcanes de Canadá, el monte Price tiene una estructura casi simétrica. Es uno de los varios volcanes del Cinturón de Garibaldi que han estado activos en el período cuaternario. El pico Clinker, un cráter volcánico abierto en su ladera occidental, se formó durante un período de actividad volcánica hace unos 10 000 años. La oxidación de las rocas volcánicas del monte Price le ha dado a la montaña un color rojo.
Como otros volcanes del cinturón volcánico Garibaldi, el monte Price se formó como resultado del vulcanismo de la zona de subducción. Al subducirse la placa de Juan de Fuca bajo la placa norteamericana en la zona de subducción de Cascadia, se formaron volcanes y erupciones volcánicas. A diferencia de la mayoría de las zonas de subducción en todo el mundo, no hay una fosa oceánica profunda presente a lo largo del margen continental en Cascadia. También hay muy pocas pruebas sísmicas de que la placa de Juan de Fuca se esté subduciendo activamente. Como resultado, la existencia de volcanismo activo en el arco volcánico de la Cascada es la mejor evidencia de la subducción en curso. Sin embargo, la actividad volcánica a lo largo del arco de la Cascada ha ido disminuyendo durante los últimos millones de años. La explicación probable radica en la tasa de convergencia entre las placas de Juan de Fuca y Norteamericana. Estas dos placas tectónicas convergen actualmente a una tasa de 3 cm a 4 cm por año, solo alrededor de la mitad de la tasa de convergencia de hace siete millones de años. Esta lenta convergencia probablemente explica la reducción de la sismicidad y la falta de una fosa oceánica.

### Historia volcánica
En el monte Price se han identificado al menos tres fases de actividad eruptiva. El primer evento, hace 1,2 millones de años, depositó lava de hornblenda andesita y rocas piroclásticas en el zócalo de una cuenca en forma de círculo después de un evento glacial del Pleistoceno temprano. El Colmillo Negro, un estratovolcán profundamente disecado a 5 km al norte del monte Price, también estuvo activo durante este período. Como no se han identificado eventos volcánicos más antiguos en la zona de Garibaldi, este es el período eruptivo más antiguo que se conoce en el campo volcánico del lago Garibaldi. 

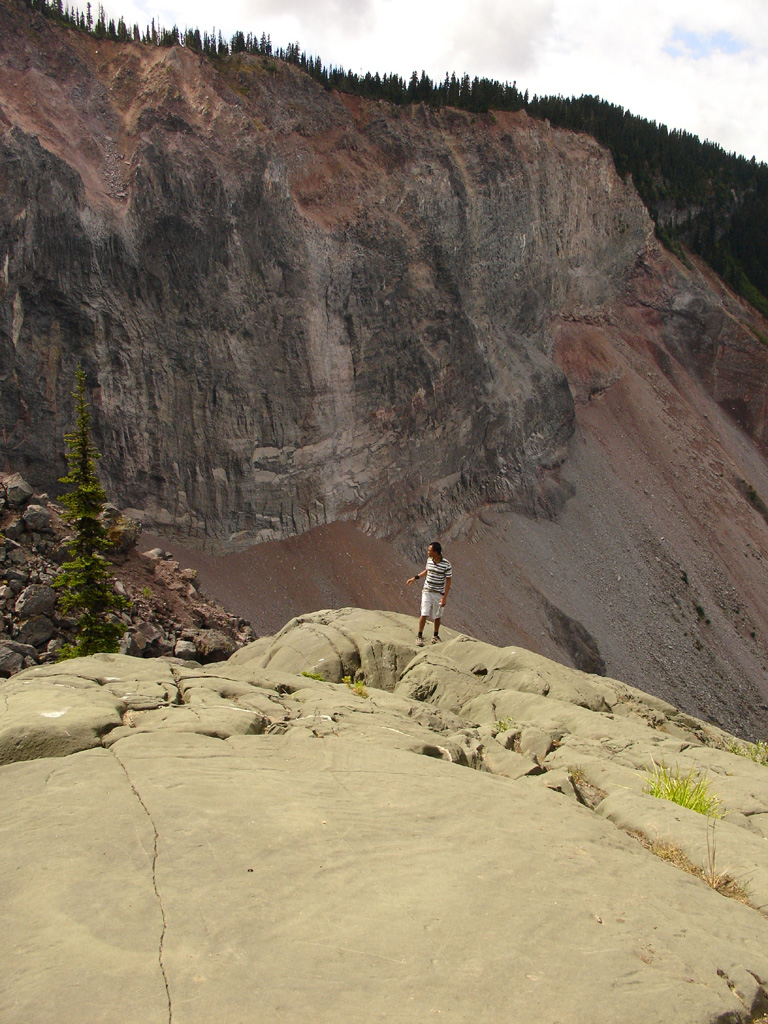
La Barrera es parte de un gran flujo de lava que surgió del Pico Clinker entre 15000-12000 años atrás. La persona en el centro de la imagen para la escala

Durante el Pleistoceno Medio, hace unos 300 000 años, el volcanismo se desplazó hacia el oeste y construyó el estratovolcán casi simétrico del monte Price. Las erupciones episódicas produjeron lavas de andesita y dacita, así como flujos piroclásticos de la actividad  peléana. Más tarde, el volcán fue anulado por la capa de hielo de la cordillera, que cubría una gran superficie de América del Norte durante los períodos glaciales del Cuaternario.
Después de que la capa de hielo de la cordillera se retirara de las elevaciones más altas hace menos de 15 000 años, las erupciones de andesita de un respiradero satélite en la Bahía de Price crearon un pequeño domo de lava o cono de escoria en la ladera norte del monte Price. Posiblementese produjo un volcanismo contemporáneo en el pico Clinker con la erupción de dos flujos de lava de andesita de hornblenda-biotita. Ambos tienen al menos 300 m de espesor y 6 km de largo, y se extienden hacia el noroeste y el suroeste. El inusualmente gran espesor de estos flujos de lava se debe a que  se acumularon y se enfriaron contra la capa de hielo de la Cordillera cuando esta todavía llenaba los valles en las elevaciones más bajas. Un rasgo prominente de estos flujos de lava son los diques que demarcan los canales de lava. El flujo de lava del noroeste forma un dique volcánico conocido como La Barrera. Esta barrera retiene el sistema del lago Garibaldi y ha sido el origen de dos grandes deslizamientos de tierra en el pasado. El gran deslizamiento de tierra más reciente fue en 1855-1856, y fue el resultado de una falla a lo largo de las fracturas verticales de la roca. Recorrió 6 km por el arroyo Rubble hasta el valle de Cheakamus, depositando 30 000 000 m³ de roca. El flujo de lava del suroeste forma una cresta de montaña llamada cima Clinker.  
A diferencia de los macizos de Mount Cayley y Mount Meager, no se conocen aguas termales en el área de Garibaldi. Sin embargo, hay evidencia de un flujo de calor anormalmente alto en Table Meadows cerca de la ladera sur del Monte Price. Esto indica que el calor magmático todavía está presente debajo del área de Garibaldi y probablemente esté relacionado con la actividad volcánica reciente.

## Historia humana

### Nombre

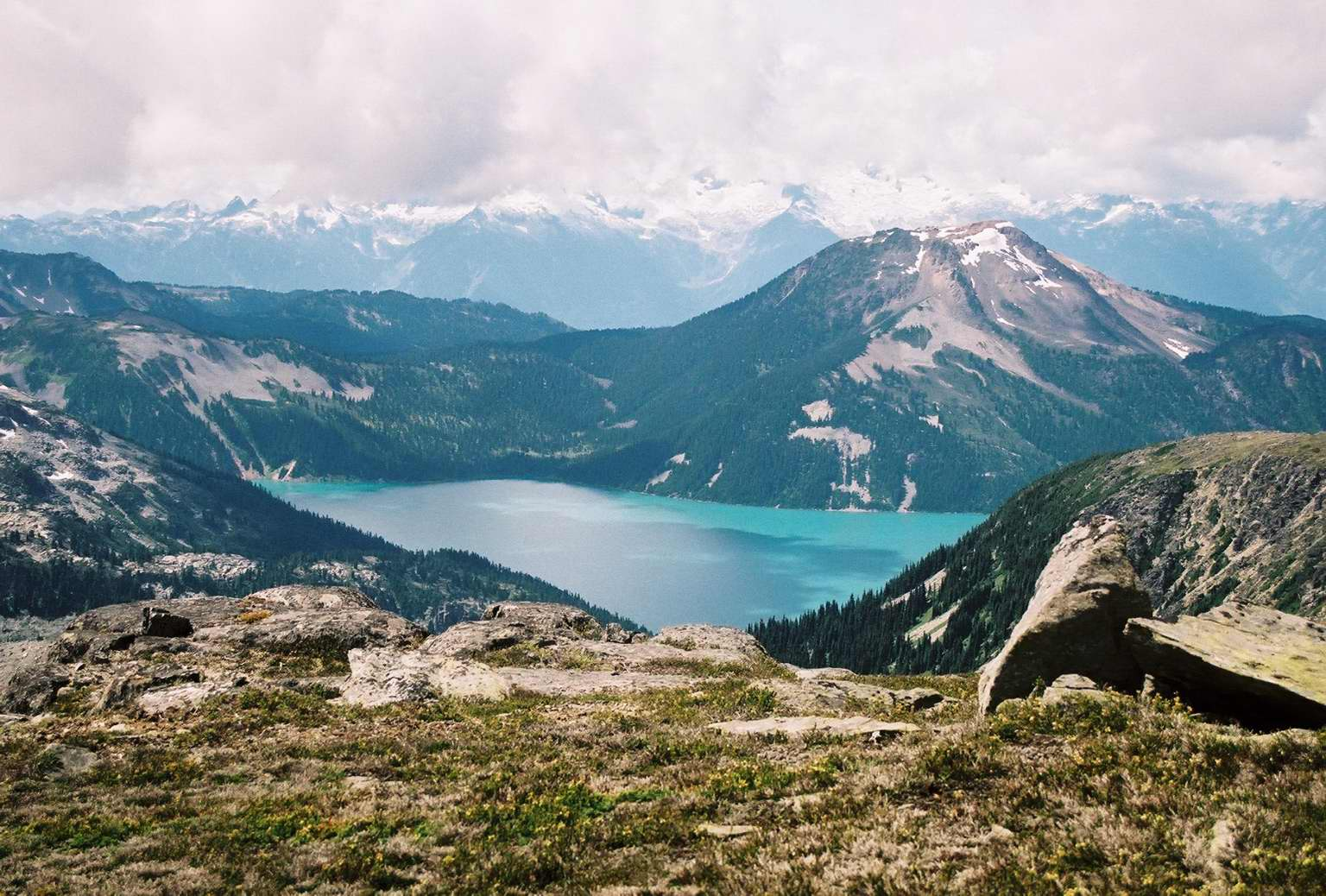
Lago Garibaldi con el Monte Price al fondo

El monte Price ha tenido al menos dos nombres a lo largo de su historia. Originalmente se llamó montaña Roja por su apariencia roja, pero no se sabe la fecha en que se adoptó este nombre. Otro pico al oeste de la montaña Overlord fue identificado como montaña Roja en un dibujo de 1923 del montañero canadiense Neal M. Carter. Para evitar confusiones, el nombre de esta montaña fue cambiado a pico Fissile el 2 de septiembre de 1930 por su fisura.   
En 1927, el vulcanólogo canadiense William Henry Mathews (1919-2003) identificó el monte Price como la montaña Clinker en artículos y revistas. El nombre de monte Price fue adoptado el 2 de septiembre de 1930 después de que se creara un comité de la Junta del Parque Garibaldi para ocuparse de la nomenclatura. Se pidió a la Junta Geográfica del Canadá que adoptara el nombre de Mount Price para esta montaña en honor a Thomas E. Price, un antiguo montañero e ingeniero del Canadian Pacific Railway. Clinker Peak y Clinker Ridge fueron nombrados oficialmente el 12 de septiembre de 1972 para conservar el nombre anterior de Price, Clinker Mountain.

### Protección y vigilancia
El volcán y sus productos eruptivos están protegidos en el parque provincial Garibaldi. Establecido en 1927 como un parque provincial de clase A, este parque silvestre cubre un área de 194.650 hectáreas. Dentro de sus límites se encuentran otros volcanes, como el monte Garibaldi y el Colmillo Negro. 
Situado a 70 km al norte de Vancouver en las montañas Glaciares de la Costa, el parque provincial Garibaldi contiene una vegetación diversa, aguas iridiscentes y una rica historia geológica. El parque también tiene abundante vida salvaje, como ardillas, ardillas listadas, arrendajos canadienses y carpinteros de pechera. El parque provincial Garibaldi debe su nombre al monte Garibaldi, que a su vez lleva el nombre del patriota y soldado italiano Giuseppe Garibaldi.
Al igual que otros volcanes del campo volcánico del lago Garibaldi, el monte Price no es vigilado lo suficientemente de cerca por el Servicio Geológico del Canadá para determinar cuán activo es su sistema de magma. Se ha establecido la Red Sismológica Nacional Canadiense para vigilar los terremotos en todo el Canadá, pero está demasiado lejos para proporcionar una indicación exacta de la actividad bajo la montaña. Puede percibir un aumento de la actividad sísmica pero esto puede ser solo una advertencia de una gran erupción; el sistema podría detectar la actividad solo una vez que el volcán hubiese empezado a entrar en erupción. Si el monte Price entrase en erupción, existen mecanismos para organizar  la ayuda. Se creó el Plan Interinstitucional de Notificación de Acontecimientos Volcánicos (IVENP) para esbozar el procedimiento de notificación de algunos de los principales organismos que responderían a un volcán en erupción en el Canadá, una erupción cercana a la frontera entre Canadá y Estados Unidos o cualquier otra erupción que afectara al Canadá

## Peligros volcánicos
Al menos 63 eventos volcánicos han ocurrido en el campo volcánico del lago Garibaldi en los últimos 1,3 millones de años. Desde la  época del Holoceno temprano, no ha habido actividad eruptiva. Las futuras erupciones del monte Price probablemente serán similares en carácter a las que han ocurrido a lo largo de su historia eruptiva de 1,2 millones de años. La probabilidad mínima anual de que se produzca una erupción en el Canadá es de aproximadamente una cada 200 años; para una erupción efusiva la probabilidad es de aproximadamente una cada 220 años y para una gran erupción explosiva la probabilidad disminuye a aproximadamente una cada 3333 años. Esto indica que es más probable que una erupción en el futuro previsible se caracterice por la lava fluida que por una gran explosividad. Sin embargo, la mayoría de esas erupciones efusivas se producen en la provincia volcánica de la Cordillera Septentrional de la Columbia Británica noroccidental y en el centro del Yukón, que es la zona volcánica más activa del Canadá. En el cinturón volcánico de Garibaldi, las erupciones se producen con menos frecuencia, pero es el lugar donde se produce el volcanismo más explosivo del Canadá. El cambio de estilo eruptivo entre las dos zonas volcánicas se debe a los diferentes procesos tectónicos que las formaron. No obstante, no se puede descartar la posibilidad de que se produzcan erupciones de lava pasivas en el cinturón volcánico de Garibaldi.  

### Efectos
El monte Price está cerca de la esquina suroeste de la Columbia Británica, muy poblada, lo que indica que representa una grave amenaza para la zona circundante. Aunque no se han identificado erupciones plinianas en el Monte Price, las erupciones peléanas también pueden producir grandes cantidades de ceniza volcánica que podrían afectar significativamente a las comunidades cercanas de Whistler y Squamish. El monte Price también está situado en la proximidad inmediata de una importante ruta de tráfico aéreo. Las cenizas volcánicas reducen la visibilidad y pueden causar fallos en los motores de los aviones, así como daños a otros sistemas de la aeronave. Las erupciones peléanas pueden causar problemas de suministro de agua a corto y largo plazo para la ciudad de Vancouver y la mayor parte de Lower Mainland. La zona de captación de la cuenca hidrográfica de Greater Vancouver está a favor del viento desde monte Price. Una erupción que produzca inundaciones y lahares podría destruir partes de la autopista Sea to Sky Highway, amenazar a comunidades como Brackendale y poner en peligro el suministro de agua del lago Pitt. La pesca en el río Pitt también estaría en peligro. Estos peligros volcánicos se vuelven más graves a medida que los alrededores crecen en población. Más del 60% de la población de Columbia Británica vive en el Lower Mainland y es una de las ecorregiones más rápidamente cambiantes de Canadá. Esto se debe principalmente a su creciente población y desarrollo económico.

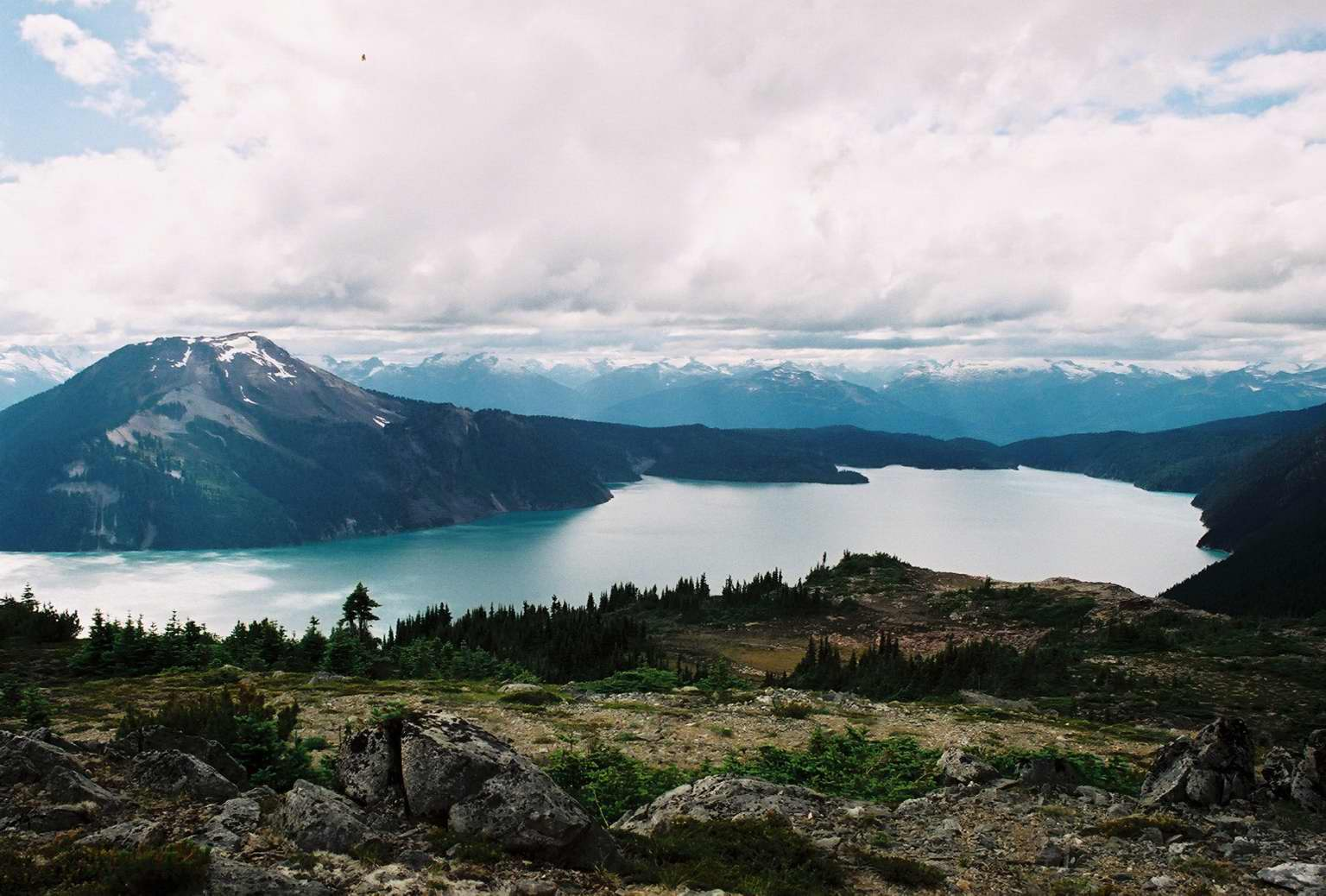
El monte Price se eleva sobre el lago Garibaldi con las cordilleras del Pacífico al fondo.

Debido a que la andesita es el principal tipo de lava que arrojan las erupciones en el monte Price, los flujos de lava son un peligro de bajo a moderado. La lava de andesita es intermedia en contenido de sílice, lo que indica que tiene una mayor viscosidad que la lava basáltica, pero menos viscosa que la lava de dacita y riolita. En consecuencia, las corrientes de lava de andesita suelen moverse más lentamente que las corrientes de lava basáltica y es menos probable que se desplacen lejos de su fuente. Las lavas de dacita y riolita son normalmente demasiado viscosas para fluir lejos de un respiradero volcánico, lo que da lugar a la formación de domos de lava. Una excepción es el flujo de lava de dacita en Ring Creek, de 15 km de longitud, procedente del cono del Ópalo en el flanco sudoriental del monte Garibaldi, longitud que normalmente se alcanza con los flujos de lava basáltica.
La preocupación por la inestabilidad de la Barrera debido a la actividad volcánica, tectónica o de fuertes lluvias llevó al gobierno provincial a declarar la zona inmediatamente inferior como insegura para la habitación humana en 1980. Esto condujo a la evacuación del pequeño pueblo turístico de Garibaldi, situado en las cercanías, y a la reubicación de los residentes en nuevos alojamientos alejados de la zona de peligro. Si la Barrera se derrumbara completamente, el lago Garibaldi quedaría totalmente liberado y los daños río abajo en los ríos Cheakamus y Squamish serían considerables, incluyendo daños importantes en el pueblo de Squamish y posiblemente una onda de impacto en las aguas del Howe Sound que llegaría a la isla de Vancouver. El área del deslizamiento se conoce como la Zona de Defensa Civil de la Barrera. Aunque es poco probable que se produzcan deslizamientos de tierra en un futuro próximo, en la zona se colocan señales de advertencia para que los visitantes sean conscientes del peligro potencial y para reducir al mínimo la posibilidad de que haya víctimas mortales en caso de deslizamiento. Por razones de seguridad, BC Parks recomienda a los visitantes que no acampen, se detengan o se queden en la Zona de Defensa Civil de la Barrera.